# Vertrag zu Sallinwerder

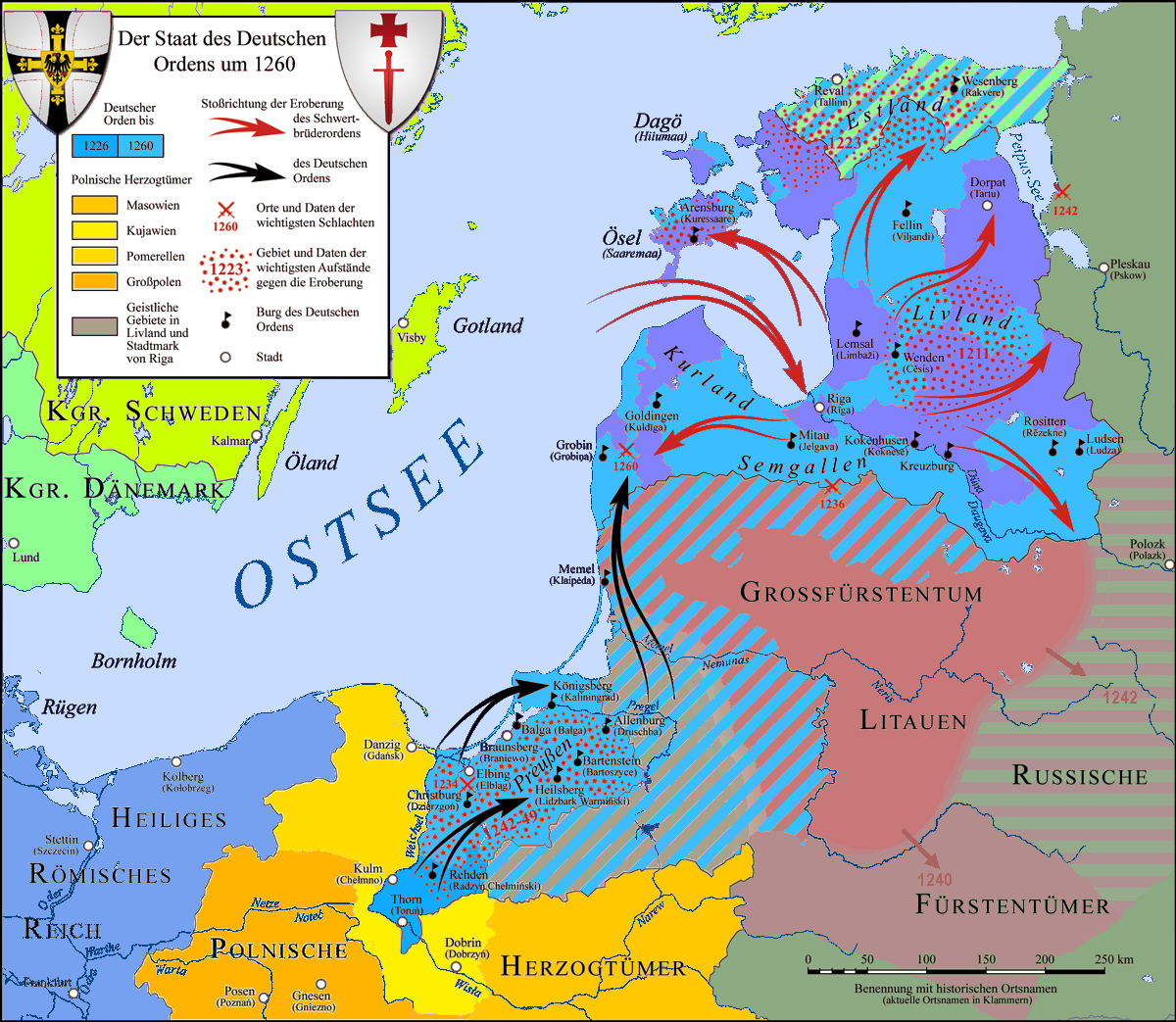
Der Deutschordensstaat und seine Grenzen zum Großfürstentum Litauen 1260–1410; Das im Vertrag von Sallinwerder übereignete Samogitien ist entsprechend schraffiert dargestellt

Der Vertrag von Sallinwerder war ein am 12. Oktober 1398 geschlossener Friedens- und Grenzvertrag zwischen dem Deutschen Orden und dem Großfürstentum Litauen. Benannt wurde das Dokument nach einer Insel im Fluss Memel, auf der die Unterzeichnung und Besiegelung stattfand.
In diesem Vertragswerk sollte die über ein Jahrhundert andauernde kriegerische Auseinandersetzung zwischen den Kontrahenten dauerhaft beigelegt werden.
Repräsentiert durch den Hochmeister Konrad von Jungingen sowie dem litauischen Großfürsten Vytautas, kam es erstmals zu einem grundlegenden Konsens über das umstrittene Samogitien sowie freiem Handelsverkehr zwischen den bisher verfeindeten Staatsgebilden im Baltikum. Kernpunkt des Kontraktes bildete die vollständige Abtretung Samogitiens durch Vytautas an den Deutschen Orden.

## Vorgeschichte
Seit der Mitte des 13. Jahrhunderts überschattete der Konflikt zwischen  Deutschen Orden und den Litauern und Samogiten die militärpolitische Gesamtlage im Nordosten Europas. Mit der Etablierung des Deutschen Ordens in Preußen sowie in Livland verlief die Trennlinie zwischen den Religionen entlang den Grenzen Litauens. Durch den Anspruch des Ordens auf umfassende Christianisierung wurde der Widerspruch zusätzlich verschärft. Auch bestand auf Seiten des Ordens das Verlangen, seine Kerngebiete Preußen sowie Livland durch die Annexion Samogitiens territorial zu verbinden.
Nach 1300 gipfelte die Auseinandersetzung in ständigen gegenseitigen Verwüstungszügen, wobei keine Seite dauerhafte Vorteile zu erringen vermochte. Der Orden griff dabei den Kreuzzugsgedanken auf, um die ständigen Scharmützel mit den litauischen Reiterscharen zu legitimieren.
Litauens Großfürsten, eigentlich in Anbetracht der nachhaltigen Schwäche der Goldenen Horde an Expansion nach Osten und Südosten interessiert, begegneten der ständigen Bedrohung ihres westlichen Herrschaftsbereichs konsequent mit militärischer Abwehr.
So kam es im 14. Jahrhundert zu hunderten Kriegszügen mit verheerenden Folgen für die Landbevölkerung beider Seiten.
1382 floh der Anwärter auf den Großfürstenthron Vytautas vor seinem Neffen und Großfürsten Jogaila ins Ordensland. 1383 ließ er sich dort katholisch taufen, 1384 versprach er im Königsberger Vertrag dem Orden Samogitien. Noch im selben Jahr griff er aber Festungen der Ordensritter an und zerstörte sie.
1385 wurde Jogaila auch König von Polen und erklärte sich in der Union von Krewo bereit, sich taufen zu lassen, ebenso den gesamten litauischen Adel.
Der Deutsche Orden sah sich nun zum einen seiner ideologischen Legitimation beraubt und musste sich andererseits einer immer stärker werdenden strategischen Bedrohung durch das neue Königreich Polen entgegensehen.
1392 wurde Vytautas Großfürst von Litauen. Bald darauf knüpfte er an seine Zusagen vom Königsberger Vertrag an.

## Intentionen der Vertragspartner

### Der Deutsche Orden

Mittelalterlicher Wappenschild des Deutschen Ordens

Neben dem nachhaltigen Interesse am Erwerb Samogitiens verfolgte die Führungsschicht des Ordens das Ziel, durch den Abschluss des bilateralen Vertrages den auf litauische Eigenständigkeit bedachten Vytautas durch bewusste Präferenzierung von den (groß-)polnischen Interessen seines Verwandten Jogaila zu trennen. Des Weiteren konnte durch Beteiligung an den Unternehmungen des Großfürsten Vytautas gegen die heidnischen Tataren der Goldenen Horde eine weitere Legitimation des Ordens im Heidenkampf erfolgen.

### Großfürstentum Litauen
Vytautas wünschte Ende des 14. Jahrhunderts die Grenzen Litauens weiträumig in die Ukraine zu verschieben, wobei unweigerlich der latent bestehende Konflikt mit der Goldenen Horde verschärft wurde. Mit diesem Kriegszug wollte der Großfürst die Autonomie Litauens von Polen unterstreichen. Daher war er grundsätzlich bereit, auf das ihm gegenüber lange renitente Samogitien zu verzichten. Außerdem musste Vytautas eine Verstärkung seines Invasionsheeres durch Kontingente der, laut Meinung von Zeitgenossen, kampferprobten Ordensritter als äußerst zweckmäßig erscheinen.

## Kernpunkte des Vertrages
- Verpflichtung Vytautas zur Ausbreitung des Christentums sowohl innerhalb als auch außerhalb des litauischen Herrschaftsgebietes
- Einhaltung des Friedens
- Verpflichtung beider Teile, keine Bündnisse gegeneinander einzugehen
- Festlegung der Grenzen/Setzen der Grenzsteine
  - gegen Livland
  - gegen Preußen
  - gegen Masowien nach Auslösung des Landes Wese vom Deutschen Orden durch Herzog Semovit IV. von Masowien
  - das (nun) außerhalb dieser Grenzen gelegene Samogitien dem Deutschen Orden für alle Zeiten zufällt
- Verzicht des Großfürsten auf Pleskau (Pskow) und des Hochmeisters auf Nowgorod
- Freier Handelsverkehr
- Verbot der Aufnahme von Zinshaftigen der Gegenseite
- Verteilung der Kriegsbeute und Feldgerichtsbarkeit bei gemeinsamen Kriegszügen
- Verhinderung von Durchzügen von Kriegern der Gegner des anderen Teils
- keine Aufnahme von Geächteten der Gegenseite
- kein Durchzug durch das Gebiet der Gegenseite ohne dessen Zustimmung
- Bürgschaften der Aussteller nebst ihren Ordensgebietigern bzw. litauischen Bojaren

## Folgen
Das Vertragswerk von Sallinwerder erwies sich in den folgenden Jahren als äußerst brüchig. Von Seiten des Großfürsten Vytautas erfolgte nach seiner vernichtenden Niederlage in der Schlacht an der Worskla ein Umschwung der bisher auf Annexion weiträumiger Gebiete abzielenden Ostpolitik.
Die ab 1400 erfolgende Anlehnung an das Königreich Polen brachte Vytautas zunehmend in Konflikt mit dem westlich und nördlich angrenzenden Deutschordensstaat. Die mit der restriktiven Ordensherrschaft unzufriedenen Samogiten erfuhren im Laufe der Zeit zunehmend (verdeckte) Unterstützung seitens des litauischen Großfürsten. Dem polnischen König erschien, trotz einer im Jahre 1404 erfolgender Ratifizierung des Kontraktes von Sallinwerder, die fortschreitende Eskalation in Niederlitauen aufgrund seiner außenpolitischen Planungen gegen den Deutschen Orden äußerst günstig. Jogaila ließ Vytautas gewähren. Im Jahre 1409 mündete ein, durch rigorose Einbringung des Kirchenzehnts begründeter und vieler weiterer restriktiver Maßnahmen der Ordensvögte provozierter, latenter Widerstand in einem offenen Aufstand der samogitischen Bevölkerung sowie des ansässigen Adels. Der Hochmeister des Deutschen Ordens, Ulrich von Jungingen nahm die offene Unterstützung des Aufstandes durch Jogaila, in seiner Eigenschaft als Repräsentant des Königreiches Polen, zum Anlass, sowohl Polen, als auch dem Großfürstentum Litauens, den „Fehdebrief“ (offizielle Kriegserklärung) zu übersenden. Die Kampagne endete mit der vernichtenden Niederlage des Deutschen Ordens in der Schlacht bei Tannenberg im Juli des Jahres 1410.
Mit dem Rücktausch der Vertragsurkunden im Zuge der Friedensverhandlungen am Melnosee im September 1422 wurden die Vereinbarungen von Sallinwerder offiziell für nichtig erklärt.

### Zeitgenössische Chroniken
- Johannes Longinus (Jan Długosz): Banderia Prutenorum (Beschreibung der Flaggen und auch der Kriegsereignisse von 1410/11, um 1448)
- Jan Długosz: Annales seu Cronicae incliti Regni Poloniae (Chronik Polens, um 1445–1480).

### Wissenschaftliche Literatur
- Wolfgang Sonthofen: Der Deutsche Orden. Weltbild, Augsburg 1995, ISBN 3-89350-713-2.
- Marian Tumler: Der Deutsche Orden im Werden, Wachsen und Wirken bis 1400. Panorama-Verlag, Wien 1954.
- Uwe Ziegler: Kreuz und Schwert. Die Geschichte des Deutschen Ordens. Böhlau, Köln 2003, ISBN 3-412-13402-3.
- Dieter Zimmerling: Der Deutsche Ritterorden. Econ, München 1998, ISBN 3-430-19959-X.